# Department S (band)

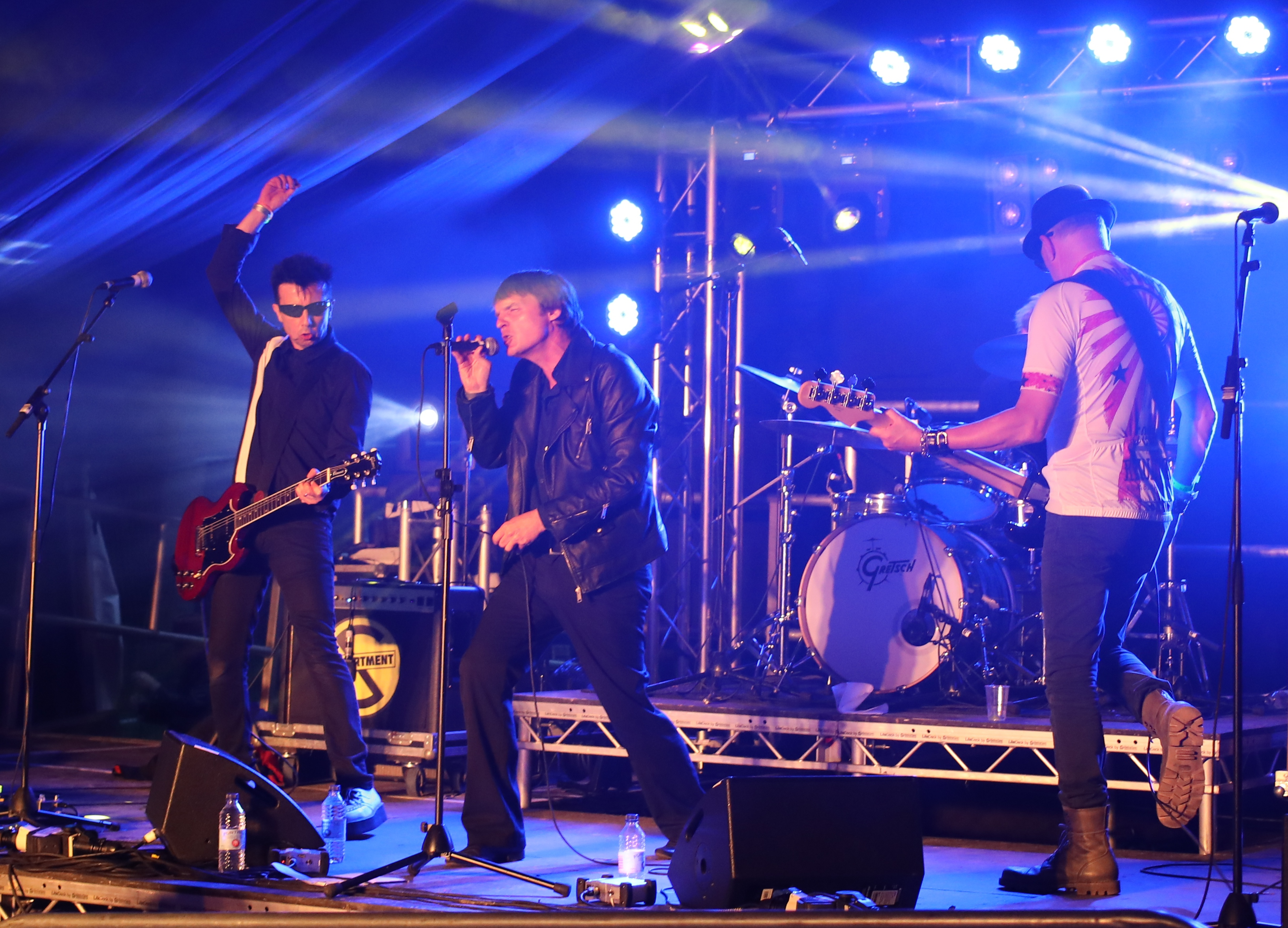
Department S

Department S is een Britse newwavegroep, die in 1981 met 'Is Vic there?' één grote hit scoorde.
De voorloper van Department S was Guns for Hire, een ska-collectief onder leiding van zanger Vaughan Toulouse. Samen met Mike Herbage (gitaar) bracht deze groep de single 'I'm Gonna Rough My Girlfriend's Boyfriend Up Tonight' uit op het label Korova. Toen Eddie Roxy (klavier) en Stuart Mizan (drum) zich bij de band voegden, veranderden ze hun naam in Department S, naar een gelijknamige televisieserie uit de zestiger jaren. Eddie Roxy verliet later de groep, en werd door Mark Taylor vervangen. Verder speelden nog John Hasler als drummer en Tony Lordan als bassist bij de groep.
Hun eerste optreden vond in Londen plaats, in de Rock Garden, in juli 1980. Hun debuutsingle, 'Is Vic there?', verscheen op Demon Records, met Buffin en Overend Watts (gewezen leden van Mott the Hoople) als producers. Door het succes van dit nummer nam RCA Records de productie over; het B-kantje was een cover van 'Solid Gold Easy Action' van T. Rex, met Thunder Thighs als backing vocals.
Op 3 december 1980 nam de groep enkele nummers in een sessie bij John Peel op: 'Is Vic there?', 'Age Concern', 'Ode to Cologne (Stench of War)' en 'Clap Now'. Hun volgende single, 'Going Left Right', deed het echter aanmerkelijk slechter: Stiff Records, waarvoor ze nu werkten, was ontevreden en verbrak uiteindelijk de samenwerking, niettegenstaande het feit dat het label naar verluidt reeds zo'n £50 000 in hun eerste studioalbum, Sub-Stance, geïnvesteerd had. Dit album zou pas in 2003 verschijnen; leadzanger Vaughan Toulouse was echter reeds in 1991 aan aids overleden, en na 'Is Vic there?', in 1981, was het met de groep in feite reeds afgelopen.
In februari 2007 nam Department S, voor het eerst in zesentwintig jaar, weer een nummer op: een cover van 'My Coo Ca-Choo' van Alvin Stardust, met Mark Bedford van Madness als gastmuzikant. Naast de oorspronkelijke leden Herbage, Roxy en Mizan spelen eveneens saxofonist Terry Edwards en backing vocal Michelle Brigandage op dit nummer. Deze single zou in juni 2007 verschijnen.
In Spanje bereikte de band weliswaar de nummer 1-positie met 'I Want', maar alles welbeschouwd is Department S, de groep van new wave-klassieker 'Is Vic there?' altijd een one hit wonder gebleven. Ook dit nummer is in de Britse hitlijst nooit hoger dan de tweeëntwintigste plaats geraakt, maar was voldoende om de naam van de band te vestigen.

## Discografie

### Singles
- 1981 Is Vic there? / Solid Gold Easy Action
- 1981 Going Left Right / She's Expecting You
- 1981 I Want / Monte Carlo or Bust
- 2007 My Coocachoo
- 2009 Wonderful Day EP (Featuring Glen Matlock/Marco Pirroni as guests)

### Albums
- 2003 Sub-Stance